# Euphorbia millspaughii
Euphorbia millspaughii är en törelväxtart som beskrevs av Victor W. Steinmann och Paul Edward Berry. Euphorbia millspaughii ingår i släktet törlar, och familjen törelväxter.
Artens utbredningsområde är Kuba. Inga underarter finns listade i Catalogue of Life.